# Свети Валентин
Свети Валентин је био епископ и мученик, а живео је у 3. веку. Погубљен је 269. године одсецањем главе у доба кад је Римским царством владао цар Клаудије II.
Верује се да је разлог погубљења био тај што је Клаудије веровао да су неожењени мушкарци бољи војници и није желео да се они жене док трају ратови, док се бискуп Валентин противио томе и организовао је тајна венчања за која је Клаудије сазнао. Због тога је бачен у тамницу и над њиме је извршена смртна казна 14. фебруара.
Касније је цар Јулије I у 4. веку над његовим гробом подигао базилику, и од се тада тај светац почео славити међу хришћанима.
У 15. веку је овај светац повезан са празником заљубљених (дан заљубљених), што се одржало до данас.
Дан Светог Валентина код католика је 14. фебруар.

## Историја
Зашто је Дан заљубљених, дан свеца Валентин смештен средином фебруара? Веза према том датуму, том добу могу бити следеће:
Код Старих Грка је од средине јануара до средине фебруара био месец Гамелион у којем се обележавала светост брака Хере и Зевса.
У Античком Риму је 15. фебруар био дан кад се славио Луперкус, бог плодности (често приказиван полуго, обучен у кожу јарца). Девојка коју би глумац који је персонификовао Луперкуса дотакнуо, била би уверена како ће бити плодна.
У средњем је веку средина фебруара је била традиционално сматрана као доба кад се паре птице.
1537. године енглески краљ Хенри VII  званично је прогласио 14.фебруар за празник Светог Валентина.

## Црква и дан Св. Валентина
Све до 1969. године дан Св. Валентина је био укључен као стандардни дан кад се славио дан свеца - 14. фебруара. Али тај је дан избрисан из католичког календара због жеље за смањењем броја светих дана код оних светаца код којих није било историјских чињеница повезаности дана и свеца.

## Православна црква и свети Валентин
Православна црква светог Валентина прославља 30. јула по старом, односно 12. августа по новом календару с још једном разликом да се овај светитељ у православној цркви не прославља као заштитник заљубљених.
Из Охридског пролога владике Николаја Велимировића:
Свештеномученик Валентин. Био епископ у Италијанском граду Интерамни. Исцелио од болести брата трибуна римског Фронтана. Кад се разболи син познатог филозофа Кратона, Херимон, то по саветовању Фронтоновом позва Кратон епископа Валентина у Рим. Херимон беше сав згрчен, тако да му глава беше савијена међу колена. Валентин се затвори у собу са болесником, и сву ноћ проведе у молитви. Сутрадан изведе Херимона потпуно здрава и предаде оцу. Тада се крсти Кратон са целим домом својим и са три ученика своја. Херимон остави дом очев и оде са Валентином. У том се крсти и син епарха римског, Авундије. Разјарен због овога епарх ухвати Валентина, и после мучења посече мачем. Посечени беху тада и она три ученика Кратонова: Прокул, Евив и Аполоније. Њихова тела узе Авундије и чесно сахрани. Сви пострадаше 273. године и посташе грађани царства небеског.

## Занимљивости
Уобичајено је да се за дан Св. Валентина шаљу љубавна писма, али она према традицији не би требало да буду потписана!
У Шекспировом Хамлету спомиње се реченица: „Сутра је Дан св. Валентина“.